# 马六甲保安宫

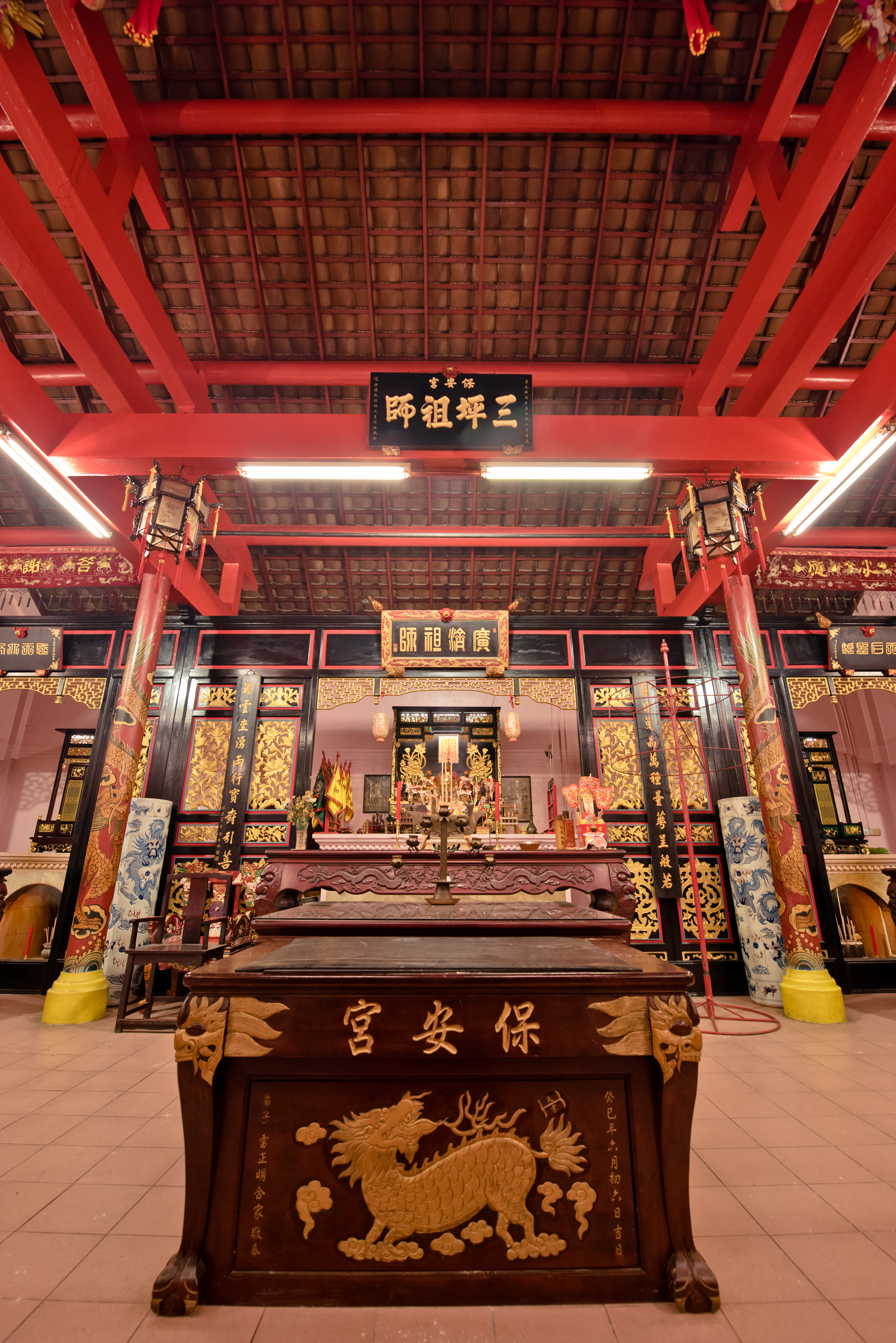
保安宫内部

马六甲保安宫是一座位於馬來西亞马六甲州马六甲市的廟宇，主祀唐朝佛教僧侶三坪祖师，次祀媽祖、中坛元帅等佛教、道教神祇，每年於農曆六月初六會慶祝三坪祖师誕辰，同時舉辦捐血運動等勸善活動。准确的建廟年份無從考究，根據一片嘉慶十六年（公元1811年）重建廟宇推算，馬六甲保安宮建廟大概于1770-1781年之間，也是馬六甲市區著名古迹之一。

## 地理
保安宫位於马六甲河邊不遠處（昔日曾瀕臨马六甲河）。道光二十一年（1841年），因为邻近有座小吊桥为当地人通往两岸（当时的大厝内）主要的通道，居民称保安宫为小吊桥庙，並稱三坪祖师为小吊桥祖师公。

## 歷史
马六甲保安宫是在二百多年前由福建漳洲人萧建发（译音：Seow Kian Huat）的父亲（姓名不詳）所创立。他南下马来西亚时，迎送漳州三平寺三坪祖师的香火到马六甲。他在马六甲与当地的马来女子通婚，生下萧建发，如此身份當地人稱為峇峇。
在保安宮所處的武牙拉也街（Jalan Bunga Raya）一带，很多产业是属于萧建发，当中包括保安宫。保安宫当年香火非常顶盛，每年神诞马六甲很多峇峇家族都会到庙参拜，尤其农历正月初六三坪祖师诞，保安宫都有一年一度的神诞游行，一直到萧建发逝世，其后裔也慢慢移民到新加坡。
保安宫一直以来都是以委任至少四位信托人，而最后一次委任是在1959年7月13日，其四位信托人为前马六甲市市总监丹斯里拿督陈清水、岑会朝、潘全和陈容柏。

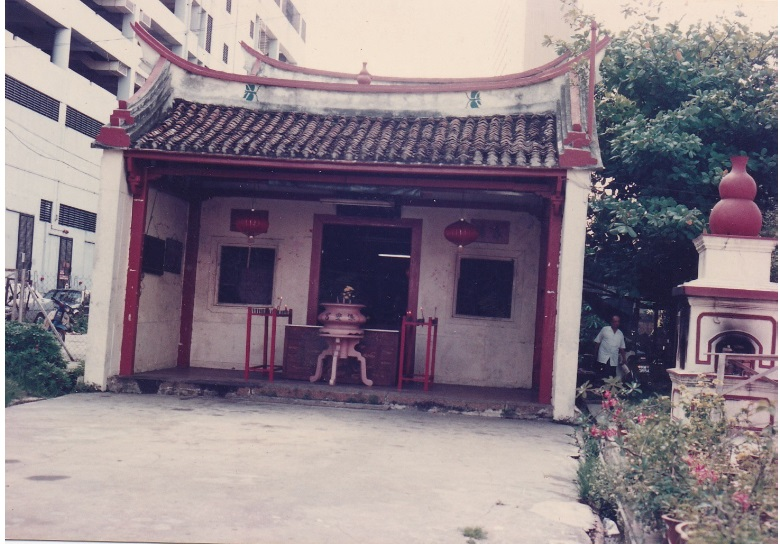
保安宫重建前

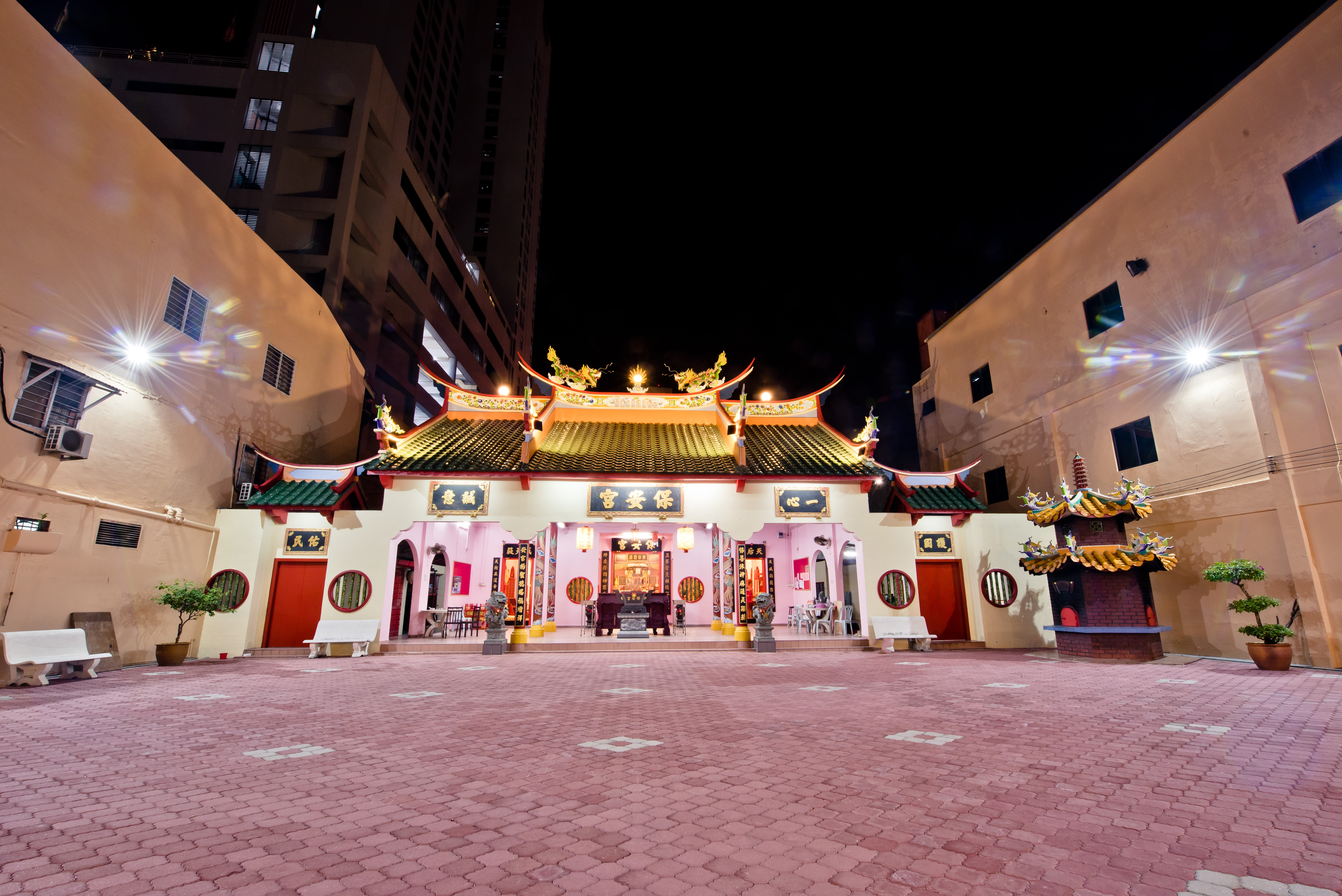
保安宫重建后

## 重建保安宫
据文件记载保安宫曾在嘉慶十六年（1811年）、道光二十一年（1841年）、咸丰六年（1856年）、同治元年（1862年）、同治五年（1866年）、光緒二十八年（1902年）、民國五年（1916年）及民國十四年（1925年）进行過重修工程，而最后一次最大重建工程是在1993年。
1992年，保安宮后殿屋顶坍塌，估计要耗资10万令吉重建。当时的理事部成立了一个筹委会，1993年开始对外筹款，一直到筹了大约马币九万加上保安宫理事部和互助部的余额足以应付后殿重建的经费。
1994年，当工程进行到大约80%左右的一个下午，大殿一根大梁因白蚁和多年失修坍塌到正座祖三坪祖师前，幸好无人受伤。
因保安宫已成危樓，已故总原任务雷正明提议重建，时任重建委员会顾问拿督黄广生局绅赞同，在其大力支持下成立了重建委员会，共筹到大约马币八十万。重建工程从1993年開始，一直到1998年完工，並在當年4月15日新庙落成时举行首次游境仪式。

## 保安宫三次的文物重创
保安宫一共经历了三次的文物重创：第一次是在1960至1970年代经历了一场小火灾，当时是神桌的蜡烛引起，烧了中间神龛一些物品如剑、五营针等等，和一尊两百多年的三坪祖师神像。还好整个神像还保存完好，只是给火烧了一小部份和黑烟熏黑。
第二次是在1980年代末，后殿木梁因一场大风雨和白蚁为患而坍塌。当时因没人看守而無人受伤，但把大部份文件都淋湿而变成一堆废纸，当中包括保安宫的文物和历史记载。
第三次是在2006年时，保安宫理事部把所有古牌匾交给一间位于马六甲武吉南眉的厂商维修。当维修完成后要交收的前一个晚上，一场雷电打中了该厂的漆房而起火，整个漆房化为乌有，包括保安宫托其维修的几片牌匾，当中包含了一片嘉慶十六年（1811年）重修名单的牌匾，这也是保安宫近几十年损失最大批过百年的文物。

## 外部連結
- 马六甲保安宫的Facebook專頁